# Terrel Bell
Pour les articles homonymes, voir Bell.
Terrel Bell, né le 11 novembre 1921 à Lava Hot Springs (Idaho) et mort le 22 juin 1996 à Salt Lake City (Utah) d'une fibrose pulmonaire, est un homme politique américain. Membre du Parti républicain, il est secrétaire à l'Éducation entre 1981 et 1985 dans l'administration du président Ronald Reagan, mandat lors duquel il rédige le célèbre rapport « Nation at Risk : L'impératif de la réforme éducative », sur l'état de l'instruction publique aux États-Unis, paru en 1983.

## Biographie

### Secrétaire à l'Éducation

#### Rapport sur l'état de l'Éducation
Comme secrétaire à l'Éducation, Terrel Bell met en place une commission nationale sur l'excellence en éducation. Cette commission élabore un important rapport intitulé « A Nation at Risk : L'impératif de la réforme éducative ». Sa publication est considérée comme un événement marquant dans l'histoire moderne de l'éducation américaine. Entre autres choses, le rapport a montré les nombreuses faiblesses et défaillances de l'enseignement aux États-Unis. Ce rapport a contribué à mettre en œuvre de nombreux chantiers de réformes à travers le pays. Il a déclenché une vague de réformes du gouvernement fédéral allant jusqu'au niveau local. Un prix Terrel H. Bell est depuis décerné chaque année à l'établissement scolaire qui a le mieux réussi dans les conditions ou circonstances les plus difficiles d'apprentissage[pas clair].

#### Francophonie en Louisiane
Les 18 et 17 mars 1982, Terrel Bell se rend en Louisiane à l'invitation du Conseil pour le développement du français en Louisiane (CODOFIL), l'agence de l'État de Louisiane pour la promotion de l'usage du français (aussi bien français métropolitain que le français cadien) dans la population de Louisiane. Le conseil a son siège à Lafayette. Son dirigeant historique, James Domengeaux va se battre pour imposer la langue française comme seconde langue de facto de l'État de Louisiane. Terrel Bell vient alors constater l'application de la Résolution 161 votée par le Sénat louisianais en 1980, sur l'application du statut de la langue française comme langue seconde de la Louisiane.

## Distinctions
En 1985, il est lauréat du prix James-Bryant-Conant.